# 郑家琪
郑家琪（1917年—1989年），男，安徽歙县人，中华人民共和国政治人物，曾任安徽省国防工业办公室主任，中共淮北市委书记，安徽省政协副主席。